# Bòn bọt
Cây Bòn bọt hay còn gọi cây bọt ếch, chè bọt, cây sóc (danh pháp khoa học: Glochidion eriocarpum) là một loài thực vật có hoa trong họ Diệp hạ châu. Loài này được Champ. ex Benth. mô tả khoa học đầu tiên năm 1854.